# 10thアニバーサリー 劇場版 遊☆戯☆王 〜超融合!時空を越えた絆〜
『10thアニバーサリー 劇場版 遊☆戯☆王 〜超融合!時空を越えた絆〜』（テンスアニバーサリー げきじょうばん ゆうぎおう ちょうゆうごう!ときをこえたきずな）は、2010年1月23日公開のアニメ映画、3D映画。テレビ東京系アニメ『遊☆戯☆王』シリーズの放映10周年記念クロスオーバー作品である。

## 概要
テレビ東京系でのアニメ放映10周年記念のスペシャル作品で歴代3作品『遊☆戯☆王デュエルモンスターズ』、『遊☆戯☆王デュエルモンスターズGX』、『遊☆戯☆王5D's』の主人公が集結するクロスオーバー作品。
テレビ東京・NASが制作する『遊☆戯☆王』劇場用作品としては初めての日本国内向けの作品であり、『遊☆戯☆王』を冠する劇場用作品としては通算3作目にあたる（「平面」が飛び出す3Dセルアニメではなく）。3Dメガネを通して鑑賞するスクリーンから「立体」が飛び出してくる本格3Dセルアニメの長編映画としては初世界初の手書きアニメの立体3D作品である。ワーナー・マイカル・シネマズ、TOHOシネマズ、T・ジョイ、ユナイテッド・シネマなどの3Dシアターで公開された。
スタッフには「遊☆戯☆王」シリーズに長年携わってきたデュエル構成の彦久保雅博、脚本家の吉田伸が参加。キャラクターデザイン、モンスターデザイン、総作画監督には『デュエルモンスターズ』以来となる加々美高浩が起用された。音楽は『5D's』に参加している蓑部雄崇（単独で『GX』も担当）、Wall 5 projectが担当し、同作からの曲が多く使われているが、『GX』からも「十代のテーマ」や「熱き決闘者たち」のアレンジ版が使用されている。『5D's』監督の小野勝巳は監修として参加し、カード演出や使い方のチェック、レイアウトの指示などに携わり、劇中ではカメオ出演を果たしている。監督には様々なアニメ作品で演出家として活躍している、シリーズ初参加の竹下健一が起用された。原作者の高橋和希はパラドックス、Sinモンスターの原案デザインと原画スタッフとして参加しており、終盤で遊戯がカードをドローするワンシーンを描いている。
2Dで制作された映像は、株式会社キュー・テックにより3Dへと映像が変換された。特にD・ホイールやカードなどCGが使われる場面で3D効果が強調されている。同社の水谷は「二次元のイラストで使われる遠近法の奥行きを、3Dで再現することが難しく苦労した」と制作を振り返っている。
入場者限定として遊戯王5D'sOCGカード「Sin 真紅眼の黒竜（シン レッドアイズ・ブラックドラゴン）」が配布された。
キャストにはテレビ番組『サキよみ ジャンBANG!』の司会の アメリカザリガニの柳原哲也と平井善之、南明奈がゲスト出演している。
『遊☆戯☆王5D's』においては公開前から番組冒頭とエンディングに映画の宣伝が組み込まれた。番組冒頭では9週に渡って劇中で使われる9種類の新モンスターを紹介している。映画の試写会の模様や主演3声優のアフレコ収録風景などもあわせて放送された。また、映画の公開期間中はオープニングとエンディングが映画の映像が盛り込まれた特別仕様になっている。また『5D's』本編と設定や世界観を共有しており、本編にも関わっている。
2010年1月23・24日の初日2日間の週末興行収入ランキング（興行通信社調べ）では初登場6位となっている。2月25日のテレビ東京の定例社長会見では25万人を動員したと発表された。
2011年2月26日より全米にて公開。ただし、通常のロードショー上映ではなく日程を2月26日・27日および5月5日・6日に限った限定上映。これを皮切りに順次ヨーロッパ圏やアジア各国でも上映された。また、日本でも『世界公開記念』と題し同日よりワーナー・マイカル・シネマズでアンコール公開が行われた。また『5D's』本編もそれに合わせ再びエンディングに映画の映像が盛り込まれた。
アンコール上映では本編映像の後に特別映像として『遊☆戯☆王ZEXAL』の本編がダイジェストで公開され、来場者には下敷きが1枚配布された。表は『ZEXAL』の広告となっており、裏は『デュエルモンスターズ』『GX』『5D's』のどれかで1作品で使用されたカードが紹介されている。こちらは映画で使用されたカードのイラストやテキストも含まれている。
2011年6月15日にDVDとブルーレイソフトとして販売された。3Dと2Dの2種類の映像が収録されており、3D映像はサイドバイサイド方式となっている。初回特典に前述の「Sin 真紅眼の黒竜」1枚と、描き下ろしスリーブ、ブックレットなどが封入されている。

## ストーリー
未来から来た謎の敵「パラドックス」によって、不動遊星の「スターダスト・ドラゴン」が奪われてしまった。不動遊星はパラドックスを追ってタイムスリップし、精霊と通じる遊城十代と伝説のデュエリスト・武藤遊戯に出会い、3人はパラドックスとの壮絶なデュエルを繰り広げる。

## 登場人物・キャスト

### 主要人物
武藤遊戯（むとう ゆうぎ）
声：風間俊介
伝説のデュエリスト。遊星の時代では「ファラオの魂が宿っていた」とも言われている。原作では前に進んで戦うタイプだが、本作では二人のバックアップにまわっている。新たに「師弟の絆」などのカードを使う。時系列としては、バトルシティ編終了後になっている。『GX』第180話（最終回）では十代を「十代君」と呼んでいたが、本作では呼び捨てしている。
遊城十代（ゆうき じゅうだい）
声：KENN
精霊の力を操るデュエリスト。歴史の歪みによって起きた怪現象を調べており、その過程でパラドックスに追いつめられるも遊星に助けられる。本作では様々な困難を乗り越え、大人となった姿で登場している。新たに「E・HERO ネオス・ナイト」などのカードを使う。3人の中では唯一本編終了後の設定であり年齢的にも一番上であるが、憧れの存在である遊戯には敬語で接している。デュエルアカデミア卒業後の設定だが未だにオシリスレッドの制服を着用している。また、外見は4期のものだが最終回でデュエルを楽しむ心を取り戻したため、4期の頃のような暗い性格から1期の頃の明るくハイテンションなものに戻っている。
不動遊星（ふどう ゆうせい）
声：宮下雄也（RUN&GUN）
赤き竜のシグナー。右腕に竜の痣、左頬にマーカーの刻印（本編では第6話以降）を持つ。パラドックスに「スターダスト・ドラゴン」を奪われ、赤き竜の導きにより十代と遊戯の時代に現れた。今回の出来事は「クラッシュタウン編」以前に起こったものである。新たに「ジャンク・ガードナー」などのカードを使う。過去のデュエリストである遊戯や十代には常に敬語で接しているため、本編では見られないような言動も多い。
パラドックス
声：田村淳（ロンドンブーツ1号2号）
未来からやって来たデュエリスト。自身の住む未来では世界が崩壊しており、その原因がデュエルモンスターズにあると考えたため、開発者であるペガサスを抹殺してデュエルモンスターズの存在を消去しようと企む。その名は「逆説」の意味を持つ。
使用デッキは遊戯、十代、遊星のそれぞれの時代で奪ったモンスターを変化させた【Sin】。巨大なD-ホイールに乗り、変形させて浮遊することも可能である。
正体は遊星が生きている時代から200年後の未来にて破滅した世界と人類の復活を目標とするイリアステル滅四星の1人、「逆刹のパラドックス」であり、仲間であるゾーンによって過去へ送り込まれた。『遊☆戯☆王5D's』本編においては年老いた姿で登場した。また劇場版の若い姿は、他の未来の人間と同様に記憶をダウンロードされたロボットであることが語られている。

### 遊☆戯☆王デュエルモンスターズからの登場人物
ともにパラドックスの破壊行為に巻き込まれて一度は命を落としたが、遊戯たちが過去に戻って流れを変えたことで事無きを得た。『GX』にも登場。
武藤双六（むとう すごろく）
声：宮澤正
遊戯の祖父。遊戯と一緒にデュエル大会に来ていた。
ペガサス・J・クロフォード
声：高杉Jay二郎
インダストリアル・イリュージョン社の社長にして、デュエルモンスターズの開発者。童実野町で開催されるデュエル大会のゲストとして現れる。

### 遊☆戯☆王デュエルモンスターズGXからの登場人物
大徳寺
声：山口勝平
十代のデュエル・アカデミア時代の恩師で、ともに旅をする幽霊。ファラオに魂を呑み込まれたまま、今でも成仏出来ずに現世に留まっている。十代とともに過去へ行き、戦いを見守る。
ファラオ
声：石橋美佳
大徳寺の飼い猫。十代や大徳寺とともに過去へ行く。
ユベル
声：鶴ひろみ
十代と魂を融合している精霊。パラドックスの野望を阻止しようとする十代たちをサポートする。本編3期では様々な形態に変化したが、劇場版では4期と同じく第1形態のみ登場する。またカードとして使用されることはない。

### 遊☆戯☆王5D'sからの登場人物
ジャック、ホーガン、アキ、龍可の4人はシグナーのメンバーである。
ジャック・アトラス
声：星野貴紀
遊星のライバル。ゼロ・リバースの悪夢に苛まれる遊星をライディングデュエルに誘う。
クロウ・ホーガン
声：浅沼晋太郎
遊星の幼馴染。ジャックとともに遊星をライディングデュエルに誘い、パラドックスとの戦いを目撃する。
十六夜アキ
声：木下あゆ美
遊星の仲間。スターダスト・ドラゴンを奪われた遊星たちの元に、過去の情報を持って訪れる。
龍亞
声：洞内愛
遊星を慕う少年。アキや龍可とともに、過去の情報を持って遊星たちの元を訪れる。
龍可
声：寺崎裕香
龍亞の双子の妹。アキや龍亞とともに、遊星たちの元を訪れる。

### その他
アッキーナ
声：南明奈
アメパイ、ザリパイとともに童実野町で開催されたデュエル大会の司会を務める。
アメパイ
声：柳原哲也（アメリカザリガニ）
ザリパイ
声：平井善之（アメリカザリガニ）

### デュエルモンスターズ
ブラック・マジシャン
声：小嶋一成
遊戯のエースモンスター。遊星の「希望の転生」の効果で手札に加わった後、「古のルール」によって特殊召喚される。
ブラック・マジシャン・ガール
声：中尾友紀
「ブラック・マジシャン」の弟子。「師弟の絆」で特殊召喚される。
クリボー
声：石橋美佳
遊戯のモンスター。十代の「クリボーを呼ぶ笛」で手札に加わり、自身の効果で遊戯たちを救った。
E・HERO ネオス
声：林伊織
十代のエースモンスター。
ジャンク・ウォリアー
声：岩下政之
ジャンク・ガードナー
声：横田紘一
「ジャンク・シンクロン」、「ロードランナー」、「ボルト・ヘッジホッグ」をシンクロ素材にシンクロ召喚される。その後、「ネオス」とともに「ネオス・ナイト」の融合素材となる。
ボルト・ヘッジホッグ
声：福田日里

## Sinモンスター
パラドックスが使用するカード。パラドックスが身に付ける仮面と同色の鎧を身に纏っている。パラドックスはSinモンスターのことを「対になるモンスター」と表現しており、遊戯はSinモンスターから「闇の力」を感じ取っている。イラストは元のモンスターの構図を左右反転させたような姿になっている。「Sin」とは「新しい」と「罪」（英語でSin）を意味するダブルミーニングである。英語名においては「Sin」を使用すると関係無いカードも含まれるため、名称が「有害な」を意味する「Malefic」が使用されている。
パラドックスは各時代で集めた最強のモンスター達をSinモンスターに変化させてデッキに加えており、「Sin 青眼の白龍」、「Sin 真紅眼の黒竜」、「Sin サイバー・エンド・ドラゴン」、「Sin レインボー・ドラゴン」、「Sin スターダスト・ドラゴン」の5種を使用している。Sinモンスターは元となったモンスターをデッキから墓地に送ることで手札から特殊召喚ができるが、フィールド魔法「Sin World」が無いと破壊されてしまう。
OCGでは効果が異なり、5種のモンスター達は元となったモンスターをゲームから除外しなければならない。フィールド魔法は「Sin World」以外のカードでも代用できるが、それらのSinモンスターは「フィールド上に1体しか存在できない」「Sinモンスターが表側表示で存在する限り、他の自分のモンスターは攻撃宣言できない」というデメリットがある。但し「Sin パラレルギア」は唯一召喚条件に指定が無く、2つのデメリットを持たない。
この他に、Sinモンスター同士でシンクロ召喚する「Sinパラドクス・ドラゴン」、それが破壊された時に特殊召喚できる「Sinトゥルース・ドラゴン」といった切り札を使用する。なお、その2体は「他の自分のモンスターが攻撃宣言できない」というデメリットを持たない。
Sin パラドクス・ドラゴン
- 分類：シンクロ/効果モンスター
- レベル：10
- 属性：闇
- 種族：ドラゴン族
- 攻撃力：4000
- 守備力：4000

パラドックスが使用したシンクロモンスター。
「Sin」と名のついたチューナー＋チューナー以外の「Sin」と名のついたモンスター1体以上でシンクロ召喚される。シンクロ召喚に成功した時に自分の墓地からドラゴン族のシンクロモンスター1体を召喚条件を無視して特殊召喚できる。また、相手フィールド上に存在するモンスターの攻撃力は、この効果で特殊召喚したシンクロモンスターが自分フィールド上に存在する限りその攻撃力分ダウンさせる効果を持つ。
OCGでは「Sin パラレルギア」＋チューナー以外の「Sin」と名のついたモンスター1体でシンクロ召喚される。「Sin パラレルギア」の効果は他のカードの効果で無効にされない裁定のため、自身を除くシンクロ素材を必ず手札に用意しなければならない。シンクロ召喚時に自分または相手の墓地からシンクロモンスターを1体特殊召喚できるが、攻撃力をダウンさせる効果は削られた。また「Sin パラドクス・ドラゴン」はフィールド上に1体しか存在できず、維持に必要なフィールド魔法に「Sin World」を指定している。
シンクロ召喚の際の台詞は「次元の狭間より現れし闇よ、時空を越えた舞台に、破滅の幕を引け!シンクロ召喚!Sin パラドクス・ドラゴン!!」。
Sin トゥルース・ドラゴン
- 分類：効果モンスター
- レベル：12
- 属性：闇
- 種族：ドラゴン族
- 攻撃力：5000
- 守備力：5000

パラドックスの切り札。「Sin パラドクス・ドラゴン」が破壊された時に発動できる通常罠「Sin Paradigm Shift」でのみ特殊召喚できる。パラドックスは自身の頭部に合体することで驚異的な力を発揮する。
「自分フィールド上に存在する「Sin」と名のついたモンスターが相手フィールド上のモンスターを破壊した時、相手フィールド上のモンスター全て破壊し、この効果で破壊したモンスター1体につき相手ライフに800ポイントのダメージを与える」「破壊される場合、自分の墓地に存在する「Sin」と名のついたモンスター1体を除外することで破壊を無効にする」という効果を持つ。
OCGでは、自身を除いた「Sin」と名の付いたモンスターが破壊された場合、ライフポイントを半分払うことでのみ手札または墓地から特殊召喚でき、自身に「Sin Paradigm Shift」を内蔵する形となった。相手モンスターを戦闘で破壊した時、相手フィールド上に裏側表示で存在するモンスターは破壊できなくなり、ダメージを与える効果と破壊耐性が失われている。

## スタッフ
- 原作 - 高橋和希（集英社「週刊少年ジャンプ」）
- 連載 - 遊☆戯☆王GX、遊☆戯☆王5D's（集英社「Vジャンプ」）
- 企画 - 川崎由紀夫、篠田芳彦
- 製作 - 田村明彦、永井秀之
- エグゼクティブプロデューサー - 小田原明子、松下洋子
- 監督・絵コンテ・演出 - 竹下健一
- 監修・演出 - 小野勝巳
- 脚本 - 吉田伸
- デュエル構成 - 彦久保雅博
- キャラクターデザイン・モンスターデザイン・総作画監督 - 加々美高浩
- 作画監督 - 加々美高浩、徳田夢之介、小林一幸、原憲一、高橋克之、和田高明、丸山修二
- D・ホイールデザイン - こかいゆうじ
- アニメオリジナルカードデザイン - 長森佳容
- 美術監督 - 東潤一
- 色彩設計 - 箕輪綾美
- 撮影監督 - 枝光弘明
- CGコーディネイト - 永田太
- CG制作 - デジタルワークスエンターテイメント
- CGディレクション - 富田和仙
- 2D編集 - 楫野允史
- 立体3D映像制作 - キュー・テック
- 立体3Dディレクター - 三田邦彦
- 音楽 - 蓑部雄崇、Wall5 project
- 音響監督 - 平光琢也
- アニメーションプロデューサー - 水田賢治
- プロデューサー - 佐々木亮、山崎立士、実松照晃
- アニメーション制作 - ぎゃろっぷ
- 制作・配給 - NAS
- 製作 - テレビ東京、NAS

## 主題歌
「makemagic」
作詞 - haderu / 作曲 - サイトウヨシヒロ / 編曲 - 大西省吾 / 歌 - jealkb （YOSHIMOTO R and C Co.,LTD.）